# 675 Ludmilla
675 Ludmilla è un asteroide della fascia principale del diametro medio di circa 76 km. Scoperto nel 1908, presenta un'orbita caratterizzata da un semiasse maggiore pari a 2,7674096 UA e da un'eccentricità di 0,2041903, inclinata di 9,80225° rispetto all'eclittica.
Il suo nome fa riferimento ad un personaggio di Ruslan e Ljudmila, poema dello scrittore russo Aleksandr Sergeevič Puškin.